# Promotieklasse hockey heren 2018/19
Het seizoen 2018/19 is het eerste seizoen van de Nederlandse Promotieklasse hockey. De kampioen promoveert rechtstreeks naar de Hoofdklasse. 

## Invoering Promotieklasse
De KNHB voerde de Promotieklasse met ingang van het seizoen 2018/19 in. Voor de invoering van de Promotieklasse was de Overgangsklasse het op een na hoogste hockeyniveau en bestond het zowel bij de mannen als bij de vrouwen uit 2 parallelle poules van 12 clubs. Beide nummers 1 speelden play-offs tegen elkaar om promotie naar de Hoofdklasse.

## Stand
|         | pos | club         | gs | w  | g | v  | pnt | dv | dt | ds  |
| ------- | --- | ------------ | -- | -- | - | -- | --- | -- | -- | --- |
| Stabiel | 1.  | Hurley       | 19 | 13 | 4 | 2  | 43  | 41 | 24 | +17 |
| Stabiel | 2.  | hdm          | 19 | 11 | 4 | 4  | 37  | 39 | 28 | +11 |
| Stabiel | 3.  | Cartouche    | 19 | 10 | 7 | 2  | 37  | 51 | 33 | +18 |
| Stabiel | 4.  | Schaerweijde | 19 | 10 | 3 | 6  | 33  | 56 | 39 | +17 |
| Stabiel | 5.  | Qui Vive     | 19 | 8  | 5 | 6  | 29  | 33 | 31 | +2  |
| Stabiel | 6.  | Nijmegen     | 19 | 6  | 5 | 8  | 23  | 42 | 53 | –11 |
| Stabiel | 7.  | HIC          | 19 | 6  | 4 | 9  | 22  | 38 | 48 | –10 |
| Stabiel | 8.  | Laren        | 19 | 5  | 7 | 7  | 22  | 30 | 32 | –2  |
| Stabiel | 9.  | Voordaan     | 19 | 5  | 5 | 9  | 20  | 48 | 48 | 0   |
| Stabiel | 10. | Zwart-Wit    | 19 | 5  | 4 | 10 | 19  | 36 | 45 | –9  |
| Stabiel | 11. | HBS          | 19 | 4  | 3 | 12 | 15  | 40 | 60 | –20 |
| Stabiel | 12. | Push         | 19 | 3  | 5 | 11 | 14  | 33 | 46 | –13 |

### Legenda
| Kleur | Kwalificatie voor                                  |
| ----- | -------------------------------------------------- |
|       | Promotie naar de Hoofdklasse                       |
|       | Promotie naar de Hoofdklasse na Play-offs          |
|       | Play-offs promotie Hoofdklasse                     |
|       | Play-offs tegen degradatie naar de Overgangsklasse |
|       | Degradatie naar de Overgangsklasse na Play-offs    |
|       | Degradatie naar de Overgangsklasse                 |

## Uitslagen reguliere competitie
Bijgewerkt t/m 5 mei 2019
| Thuis ╲ Uit  | CAR | HBS | HDM | HIC | HUR | LAR | NIJ | PUS | QUI | SCH | VOO | ZWA |
| ------------ | --- | --- | --- | --- | --- | --- | --- | --- | --- | --- | --- | --- |
| Cartouche    |     | 6–3 |     | 3–2 | 2–2 |     | 4–1 | 3–0 | 3–2 | 2–0 | 4–2 | 3–1 |
| HBS          |     |     | 2–3 | 5–2 | 2–4 | 2–1 | 2–3 | 2–5 | 2–1 | 1–5 | 4–4 | 3–1 |
| hdm          | 1–1 | 4–2 |     |     | 1–2 | 1–1 | 1–2 | 3–0 | 1–0 | 2–0 | 3–3 | 2–2 |
| HIC          | 2–2 |     | 3–1 |     | 1–4 | 1–0 | 5–2 | 3–1 | 0–2 | 3–2 |     | 0–3 |
| Hurley       | 1–0 | 2–1 | 2–3 | 0–0 |     | 4–2 | 7–1 | 2–1 | 1–0 |     | 1–0 | 2–1 |
| Laren        | 1–1 | 2–1 | 1–2 | 2–1 | 1–1 |     | 4–2 | 2–2 | 2–2 | 3–2 | 1–0 |     |
| Nijmegen     | 2–4 | 3–3 | 1–2 | 3–2 |     | 1–1 |     | 2–2 | 2–3 | 1–1 | 4–2 | 2–1 |
| Push         | 1–2 | 2–0 | 0–2 | 3–4 | 2–2 |     |     |     | 3–4 | 3–3 | 3–3 | 1–3 |
| Qui Vive     | 2–2 | 2–1 |     | 0–0 |     | 1–0 | 2–2 | 3–1 |     | 2–1 | 1–3 | 1–1 |
| Schaerweijde | 3–2 | 7–1 | 3–1 | 8–4 | 4–0 | 2–2 |     | 3–2 | 3–4 |     |     | 2–3 |
| Voordaan     | 2–2 | 3–3 | 3–4 | 4–2 | 2–3 | 4–3 | 6–3 | 0–1 |     | 1–2 |     | 5–2 |
| Zwart-Wit    | 5–5 |     | 0–2 | 3–3 | 0–1 | 2–1 | 1–5 |     | 3–1 | 3–4 | 2–1 |     |

### Topscorers
| pos | Speler            | Club         | Goals |
| --- | ----------------- | ------------ | ----- |
| 1.  | Timmo Kranstauber | Cartouche    | 23    |
| 2.  | Adriaan Stolk     | Voordaan     | 17    |
| 3.  | Kieran Dartée     | hdm          | 16    |
| 4.  | Milan van Baal    | Zwart-Wit    | 13    |
|     | Ronald Brouwer    | Schaerweijde | 13    |